# Save Your Kisses for Me
Save Your Kisses for Me (englisch für „Heb deine Küsse für mich auf“) ist ein Lied der britischen Popband Brotherhood of Man. Es war der britische Beitrag und Siegertitel des Eurovision Song Contests 1976.

## Entstehung und Veröffentlichung
Geschrieben wurde das Lied von den beiden Brotherhood-of-Man-Mitgliedern Martin Lee und Lee Sheriden sowie dem Koautoren Tony Hiller. Hiller zeichnete zudem auch für die Produktion verantwortlich.
Die Erstveröffentlichung von Save Your Kisses for Me erfolgte im Jahr 1975 bei Pye Records, als Teil des vierten Studioalbums Love and Kisses from Brotherhood of Man (Katalognummer: DNLS 3071). Am 12. März 1976 erschien das Lied als Singleauskopplung aus dem Album. Diese erschien als 7″-Single mit der B-Seite Let’s Love Together (Katalognummer: 7N 45569).

## Eurovision Song Contest
Save Your Kisses for Me war der britische Beitrag zum Eurovision Song Contest 1976. Beim Austragungsort Den Haag wurde der Titel an erster Stelle interpretiert, wo er mit 164 Punkten den ersten Platz von 18 Teilnehmern erreichte.

## Kommerzieller Erfolg

### Chartplatzierungen
| ChartsChartplatzierungen       | Höchstplatzierung | Wochen |
| ------------------------------ | ----------------- | ------ |
| Deutschland (GfK)              | 2 (21 Wo.)        | 21     |
| Österreich (Ö3)                | 3 (16 Wo.)        | 16     |
| Schweiz (IFPI)                 | 2 (15 Wo.)        | 15     |
| Vereinigte Staaten (Billboard) | 27 (10 Wo.)       | 10     |
| Vereinigtes Königreich (OCC)   | 1 (16 Wo.)        | 16     |

| ChartsJahrescharts (1976) | Platzierung |
| ------------------------- | ----------- |
| Deutschland (GfK)         | 18          |
| Österreich (Ö3)           | 18          |
| Schweiz (IFPI)            | 9           |

### Auszeichnungen für Musikverkäufe
| Land/Region                  | Auszeichnungen für Musikverkäufe (Land/Region, Auszeichnung, Verkäufe) | Verkäufe  |
| ---------------------------- | ---------------------------------------------------------------------- | --------- |
| Frankreich (SNEP)            | Gold                                                                   | 500.000   |
| Vereinigtes Königreich (BPI) | Platin                                                                 | 1.000.000 |
| Insgesamt                    | 1× Gold · 1× Platin ·                                                  | 1.500.000 |

## Rex Gildo –Küsse von dir
1976 nahm der deutsche Schlagersänger Rex Gildo unter dem Titel Küsse von dir eine Coverversion auf. Diese verfügt über einen neuen deutschsprachigen Text, der von Subtexter Günther Behrle verfasst wurde. Für die Produktion des Covers war George Moslener zuständig. Die Erstveröffentlichung von Küsse von dir erfolgte als 7″-Single im April 1976. Diese erschien bei Ariola und beinhaltete das Lied Hab ich dich nur geträumt als B-Seite (Katalognummer: 16 950).
| ChartsChartplatzierungen | Höchstplatzierung | Wochen |
| ------------------------ | ----------------- | ------ |
| Deutschland (GfK)        | 27 (10 Wo.)       | 10     |